# Filipa Fortuna Pipiras
Filipa Fortuna Pipiras (Carolina do Norte, 13 de setembro de 2005) é uma xadrezista portuguesa. Ao nível internacional, em 2023, era a melhor portuguesa de sempre e top-80 mundial. Ao nível nacional, ganhou o Campeonato Português de Xadrez feminino de 2021, foi vice-campeã sub-12 e campeã sub-16 e sub-18, é mestre nacional, pela Federação Portuguesa de Xadrez, segundo o rating da qual se encontra entre as dez melhores xadrezistas de Portugal, em 2023, tornou-se a primeira mulher a entrar no top-10 absoluto nacional, e, em 2022, foi a n.º 1 do top-10 feminino.

## Títulos
Pela Federação Internacional de Xadrez (FIDE) é:
- Mestre FIDE feminina (WMF), desde 2022;[5][nota 1]
- Mestre FIDE (FM), desde 2023;[5][nota 2]
- Mestra internacional ou mestre internacional feminino (WIM ou MIF), desde 2025;[5][nota 3]

É, em junho de 2025, a terceira portuguesa com o título WIM (a primeira foi Jussara Chaves, em 1982 ] e a segunda Catarina Leite, em 2001 ) e integra o lote restrito das que alcançaram o título WMF.

Pela Federação Portuguesa de Xadrez é mestre nacional.
No contexto interno, Filipa Fortuna Pipiras ganhou o Campeonato Português de Xadrez feminino de 2021, foi vice campeã nacional sub-12 e campeã nacional sub-16 e sub-18, e segundo o rating da Federação Portuguesa de Xadrez está entre as dez melhores xadrezistas de Portugal e, em 2023, tornou-se a primeira mulher a entrar no top-10 absoluto nacional (ranking onde estão misturados homens e mulheres) e, em 2022, foi a n.º 1 do top-10 feminino.

## Carreira
Começou a jogar xadrez em criança na escola que frequentava. Por volta dos nove anos de idade, o avô desafiou-a para participar num torneio, onde, sem esperar, ganhou um segundo lugar. A partir daí entusiasmou-se pela modalidade, que a fascina, tendo como modelo de referência a xadrezista húngara Judit Polgár,  que, em 1991, com quinze anos de idade, se tornou a pessoa mais jovem a conquistar o título de Grande Mestre Internacional.

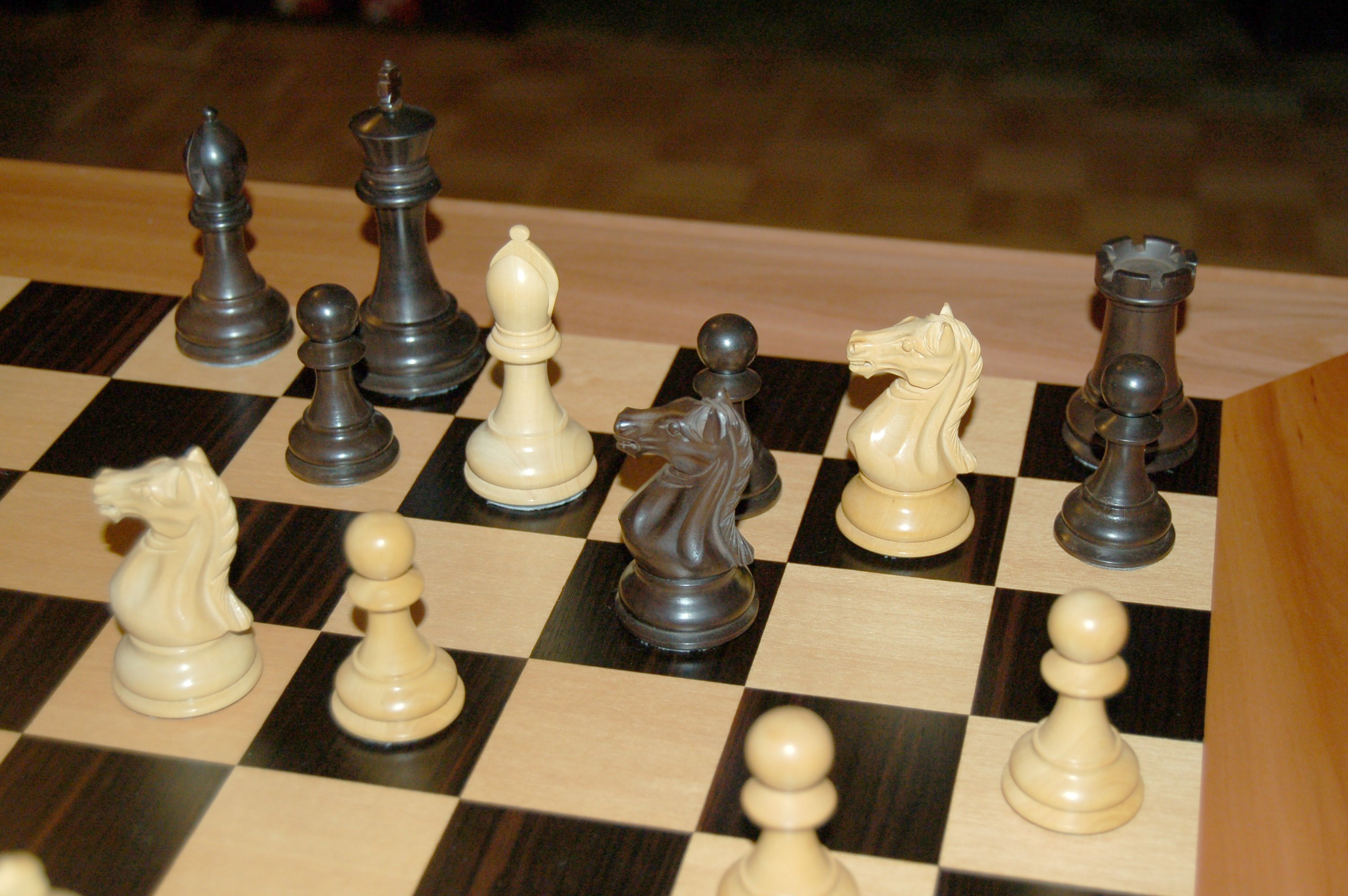
O tabuleiro do jogo que fascina Filipa Pipiras

### Campeonatos e olimpíadas
Participou desde muito jovem em torneios e campeonatos nacionais e internacionais, sendo de destacar, entre muitos outros, os seguintes:
- Baku Open 2025, abril de 2025, Baku (Azerbaijão);[6][7]
- Women's Bundesliga, 2025, Alemanha;[7]
- 2025 Reykjavik Open, 9 a 15 de abril de 2025, Reiquiavique (Islândia) (em nove rounds ficou em 32.º lugar entre 419 jogadores);[8][7]
- FIDE World Junior Chess Championship 2025;[7]
- 52nd Rilton Cup 2024-25, dezembro de 2024, Estocolmo (Suécia);[6]
- 2024 Campeonato Europeu de xadrez individual, novembro de 2024, Petrovac (Montenegro); [8][6][7]
- European Fischer Random Chess Championship 2024;[7]
- European Rapid & Blitz Chess Championship 2024;[7]
- Leça Chess Open 2024, 31 de julho a 6 de agosto de 2024, Leça da Palmeira (8.º lugar em Blitz);[7]
- Olimpíadas de xadrez feminino 2024, setembro de 2024, Budapeste (Hungria);[6][7]
- 51st International Dortmund Chess Days, 10 a 18 de agosto de 2024, Dortmund (Alemanha);[7]
- GRENKE Chess Open 2024;[7]
- First Women's League Serbia, 2024, Sérvia;[7]
- European Youth Chess Championship 2024 |u18;[7]
- Final Four Taça de Portugal 2023-2024;[7]
- Sparkassen Chess Trophy 2023 | Open A, Dortmund (Alemanha): Onde alcançou a melhor performance de sempre (2.477 pontos) para uma jogadora portuguesa ao nível internacional. Com quatro vitórias, quatro empates e uma derrota, com seis pontos em nove sessões, sendo-lhe conferida uma dupla norma, inédita, de mestre internacional absoluta e de grande mestre feminina. Venceu o mestre internacional alemão Gerlef Mains e empatou frente aos também mestres internacionais Ilhor Samunenkov (Ucrânia) e Tim Janzelj (Eslovénia), e ao grande mestre norte-americano Gata Kamsky, antigo aspirante ao título mundial e na época 88.º do ranking FIDE.[9][7][3]
- 2022 Chessable Sunway Sitges Festival, 12 a 23 de dezembro, Sitges (Espanha);[8]
- Campeonato Europeu de xadrez feminino 2022;[7]
- Olimpíadas de xadrez feminino 2022;[7]
- 15.º Festival Internacional de Xadrez da Figueira da Foz, 2021, Figueira da Foz;[7]
- Guimarães Chess Open, 2021, Guimarães;[7]
- Bragança Open, 2021, Bragança;[7]
- Famalicão Open, 2021, Famalicão;[7]
- Festival de Xadrez da Figueira da Foz - Round 4, Figueira da Foz;[7]
- Festival de Xadrez da Figueira da Foz - Round 2, Figueira da Foz;[7]
- Olimpíadas de Xadrez Online, 22 de julho a 30 de agosto de 2020;[10][11][12]
- Campeonatos nacionais de jovens de semi-rápidas época de 2019/2020, Pombal (1º lugar em Sub-16);[4]
- Campeonatos nacionais femininos de 2019, Portimão - segundo festival de xadrez da Cidade Europeia do Desporto (3.ª classificada);[13]
- Campeonato Nacional de Jovens 2018, na variante de Rápidas, 12 de maio de 2018, Felgueiras (classificou-se em 1.º lugar na categoria Sub-14, participando pelo Grupo Desportivo Dias Ferreira, Matosinhos);[14][15]
- Campeonato Nacional de Jovens de Partidas Semi-Rápidas 2015/2016, 21 de novembro de 2015 - 1ª prova, Pavilhão Municipal da Maia (classificou-se em 2.º lugar na categoria Sub-12, participando pela EX PORTO);[16]
- Festival de Xadrez – Expourense 2014, 1 de novembro de 2014, Ourense (Espanha) (classificou-se em 14.º lugar na categoria Sub-10, participando pela Escola Xadrez de Porto);[17]

### Estágios
- em 9 e 10 de março de 2019, no centro de estágios da DESMOR, em Rio Maior, participou no 1.º estágio do ano de 2019 da seleção nacional feminina, que, conduzido pelo mestre internacional e FIDE Trainer Sérgio Rocha, serviu para juntar um grupo de atletas em observação e promover o espírito de equipa entre as xadrezistas. Também participaram neste estágio , entre outras, Ana Inês Teixeira da Silva, Mariana Sofia Teixeira da Silva e Rita Maria Osório Jorge;[18]
- em 23 e 24 de novembro de 2019, no Centro de Estágios da DESMOR, em Rio Maior, participou, com mais 7 xadrezistas, representando 7 clubes, no 3.º estágio nacional feminino do ano de 2019, visando a sua preparação para competições internacionais. Também participaram neste estágio, entre outras, Ana Inês Teixeira da Silva e Rita Maria Osório Jorge e a preparação foi igualmente conduzida pelo mestre internacional e FIDE Trainer Sérgio Rocha.[19]

### Aberturas de jogopreferidas
Entre as suas aberturas de jogo preferidas contam-se, com as brancas: Gambito da dama recusado; defesas Nimzo Indiâno ou Índia da Rainha; Defesa Benoni: variação checa, Defesa Benoni: Moderna, Variação da Volta do Cavalo; e a Abertura do peão da dama: defesa inglesa; e com as negras: Abertura catalã: defesa aberta, linha clássica; Defesa siciliana: variação dos quatro cavalos; Defesa Siciliana fechada; Defesa índia do rei; e Defesa índia do rei: variação francesa. 

### Clubes
Filipa Pipiras é associada do Clube de xadrez Colégio Efanor  (São Mamede de Infesta) , membro da Associação de Xadrez do Porto. Anteriormente jogou pelo Grupo Desportivo Dias Ferreira (Matosinhos) e pela Escola de Xadrez de Porto.